# Indus Arthur
Indus Arthur, nata Indus Jo Saugstad (Los Angeles, 28 aprile 1941 – Los Angeles, 29 dicembre 1984), è stata un'attrice statunitense.

## Filmografia parziale

### Cinema
- La vita corre sul filo (The Slender Thread), regia di Sydney Pollack (1965)
- Angel's Flight, regia di Raymond Nassour e Kenneth W. Richardson (1965)
- Alvarez Kelly, regia di Edward Dmytryk (1966)
- M*A*S*H, regia di Robert Altman (1970)
- The Christian Licorice Store, regia di James Frawley (1971)

### Televisione
- Io e i miei tre figli (My Three Sons) – serie TV, episodi 4x31-5x16 (1964)
- Ben Casey – serie TV, 6 episodi (1965-1966)
- Selvaggio west (The Wild Wild West) – serie TV, episodio 1x22 (1966)
- Il virginiano (The Virginian) – serie TV, episodio 5x04 (1966)